# Višegodišnji financijski okvir
Višegodišnji financijski okvir ili skraćeno VFO (eng. multiannual financial framework, MFF, njem. mehrjähriger Finanzrahmen, franc. cadre financier pluriannuel, CFP) financijski je program koji ograničuje rashode Europske unije za razdoblje od najmanje pet godina utvrđujući godišnje gornje granice odobrenih proračunskih sredstava za preuzimanje obveza po kategorijama rashoda i godišnje gornje granice odobrenih proračunskih sredstava za plaćanja. Okvirom se osigura da se izdatci EU-a razvijaju uredno i u granicama njezinih vlastitih sredstava.

## Povijest
Prijašnji proračuni sadržavali su naziv financijski okvir (1993. – 1999., 2000. – 2006.). Godine 2006. je međuinstitucionalnim sporazumom uveden naziv višegodišnji financijski okvir za financijski program od 2007. do 2013. godine. Izraz "financijski okvir" u istom se tekstu rabi kao kraći naziv. Od 1998. do promjene 2006. također se je često rabio naziv financijska perspektiva (eng. financial perspective) kao istovrijednica za financijski okvir.

## Donošenje
Financijski okvir proračuna nije isto što i financijski okvir u zakonodavnome suodlučivanju kojim se visina iznosa za program određuje za ukupno vrijeme trajanja toga programa.
Do 2013. je bio je utvrđivan međuinstitucionalnim sporazumom. Otad ga donosi Vijeće EU Uredbom prema Ugovoru iz Lisabona, koji uvodi naziv višegodišnji financijski okvir člankom 312. UFEU-a. Temeljem članka 312. stavka 2. UFEU-a višegodišnji financijski okvir donosi Vijeće jednoglasnom odlukom nakon pribavljanja suglasnosti Europskoga parlamenta, koji je donosi većinom glasova svojih članova.
U postupku utvrđivanja ovog dugoročnog proračuna središnju ulogu imaju Europsko vijeće i Vijeće EU-a. VFO obično obuhvaća razdoblje od pet do sedam godina. Pregovori o proračunu započinju nekoliko godina prije početka razdoblja koje novi proračun obuhvaća. Političke smjernice o glavnim značajkama dugoročnog proračuna pružaju čelnici EU u okviru Europskog vijeća. Formalni početak postupka je kad Europska komisija predstavi takozvani paket višegodišnjeg financijskog okvira (VFO), koji prije svega sadrži:
- Uredbu o višegodišnjem financijskom okviru, kojom se utvrđuje koliko EU može potrošiti. Donosi ju se u okviru posebnog zakonodavnog postupka, pri čemu Vijeće mora biti jednoglasno da bi dogovor bio postignut. Za zaključiti postupak donošenja odluke, Europski parlament mora se suglasiti. Europski parlament odobrava ili odbija stajalište Vijeća, ali nema prava unositi izmjene u to stajalište.[1]
- Odluku o vlastitim sredstvima, kojom se utvrđuju izvori prihoda EU-a. Za to u Vijeću se članovi moraju jednoglasno dogovoriti, Europski parlament mora dati mišljenje i sve države članice moraju ratificirati u skladu s nacionalnim ustavnim odredbama prije njezina stupanja na snagu.[1]
- Potreban je i posebni zakonodavni postupak.[1]

VFO predstavlja ograničenje te godišnji proračuni EU-a uvijek moraju biti unutar VFO-vih granica. Zbog toga je praksa da preuzete obveze i plaćanja obično bivaju unesene u proračun ispod odgovarajućih gornjih granica VFO-a. Dogode li se nepredviđene financijske potrebe, manevarski prostor pruža razlika ili „pričuva” između gornje granice i iznosa unesenih u proračun.